# Kauno sporto halė
 (avril 2025).
Si vous disposez d'ouvrages ou d'articles de référence ou si vous connaissez des sites web de qualité traitant du thème abordé ici, merci de compléter l'article en donnant les références utiles à sa vérifiabilité et en les liant à la section « Notes et références ».
Le Kauno sporto halė est une salle omnisports située à Kaunas en Lituanie.

## Histoire
L'enceinte fut l'hôte du Championnat d'Europe de basket-ball de 1939.

## Évènements
- Championnat d'Europe de basket-ball 1939